# Aedes wattensis
Aedes wattensis är en tvåvingeart som beskrevs av Taylor 1929. Aedes wattensis ingår i släktet Aedes och familjen stickmyggor. Inga underarter finns listade i Catalogue of Life.